# マーケティング・プロセス
マーケティング・プロセスとは、マーケティング戦略が行われる場合に行われる、マーケティング戦略の立案から実行までの一連の流れのことを言う。これらの流れの中で行うことは、マーケティングが行われる環境の分析から始まり、その環境の中でどのような顧客をターゲットとしていくかを絞り、そしてその環境ならば自社はどのようなポジションに置かれ、そしてその場合にどのような広報活動や販売方法で経営をしていくかといった事柄までを計画し、そして一連の業務が終わった時点で当初の計画に対してどれだけの成果を収められたのかを比較するということである。
つまり次のような流れになる。
環境分析と市場調査 → セグメンテーション → ポジショニング → マーケティングミックス → マーケティング戦略の実行と評価
これらのプロセスを効果的に行うためには、マーケティングは製品が製造される前の段階から始まっており顧客に対するアフターサービスに至るまでをコントロールする機能である、と位置付ける必要がある。